# Xã Massena, Quận Cass, Iowa
Xã Massena (tiếng Anh: Massena Township) là một xã thuộc quận Cass, tiểu bang Iowa, Hoa Kỳ. Năm 2010, dân số của xã này là 526 người.